# Who Are These Children?
Who Are These Children? (Chi sono questi bambini?) è un ciclo di canzoni per tenore e pianoforte composto nel 1969 da Benjamin Britten (1913 – 76), e pubblicato come Op. 84. Consiste nell'ambientazione di dodici poesie del poeta scozzese William Soutar (1898 – 1943).

## Storia
Il lavoro fu scritto per celebrare il 700º Concerto delle National Galleries of Scotland. Fu dedicato a Tertia Liebenthal, organizzatrice onoraria dei concerti dell'ora di pranzo di Edimburgo. La prima esecuzione avvenne a Edimburgo il 4 maggio 1971 da Peter Pears (tenore) e il compositore (pianoforte); lei ormai era morta e le fu dedicato alla memoria. Una esecuzione tipica richiede circa 20 minuti.

## Canzoni
Le canzoni sono:
1. "A Riddle (The Earth)"
2. "A Laddie's Sang"
3. "Nightmare"
4. "Black Day"
5. "Bed-time"
6. "Slaughter"
7. "A Riddle (The Child You Were)"
8. "The Larky Lad"
9. "Who Are These Children?"
10. "Supper"
11. "The Children"
12. "The Auld Aik"

Quattro delle poesie (nn. 3, 6, 9 e 11) sono in inglese scozzese standard; le altre otto sono in lingua scots. Queste ultime comprendono cinque concise miniature (che Soutar chiamava "Bairn-Rhymes"), una "canzone di Bairn" (n. 12) e due indovinelli; i primi "trattano temi più tristi, in particolare la difficile situazione dei bambini nel contesto della violenza e della guerra".

## Incisioni
Il ciclo è stato registrato dagli artisti originali per la Decca nel novembre 1972 al The Maltings, Snape. Il produttore era Ray Minshull e l'ingegnere del suono Kenneth Wilkinson.